# Französische Badmintonmeisterschaft 2021
Die Französische Meisterschaft 2021 im Badminton fand vom 3. bis zum 6. November 2021 in Besançon statt. Es war die 72. Austragung der nationalen Titelkämpfe im Badminton in Frankreich.

## Medaillengewinner
| Disziplin    | Gold                          | Silber                             | Bronze                               |
| ------------ | ----------------------------- | ---------------------------------- | ------------------------------------ |
| Herreneinzel | Arnaud Merklé                 | Valentin Singer                    | Alex Lanier                          |
| Herreneinzel | Arnaud Merklé                 | Valentin Singer                    | Amaury Lievre                        |
| Dameneinzel  | Yaëlle Hoyaux                 | Léonice Huet                       | Ophélia Casier                       |
| Dameneinzel  | Yaëlle Hoyaux                 | Léonice Huet                       | Rosy Pancasari                       |
| Herrendoppel | Lucas Corvée Ronan Labar      | Arnaud Merklé Gaëtan Mittelheisser | Thomas Baures Louis Ducrot           |
| Herrendoppel | Lucas Corvée Ronan Labar      | Arnaud Merklé Gaëtan Mittelheisser | Samy Corvée Yanis Gaudin             |
| Damendoppel  | Flavie Vallet Emilie Vercelot | Lorraine Baumann Charlotte Ganci   | Clémence Gaudreau Elsa Jacob         |
| Damendoppel  | Flavie Vallet Emilie Vercelot | Lorraine Baumann Charlotte Ganci   | Flavie Souillard Liza Vanangamoudiar |
| Mixed        | Ronan Labar Rosy Pancasari    | Kenji Lovang Flavie Vallet         | Louis Ducrot Sarah Lamoulie          |
| Mixed        | Ronan Labar Rosy Pancasari    | Kenji Lovang Flavie Vallet         | Corentin Lecerf Lorraine Baumann     |